# Comunidad del Chemin Neuf

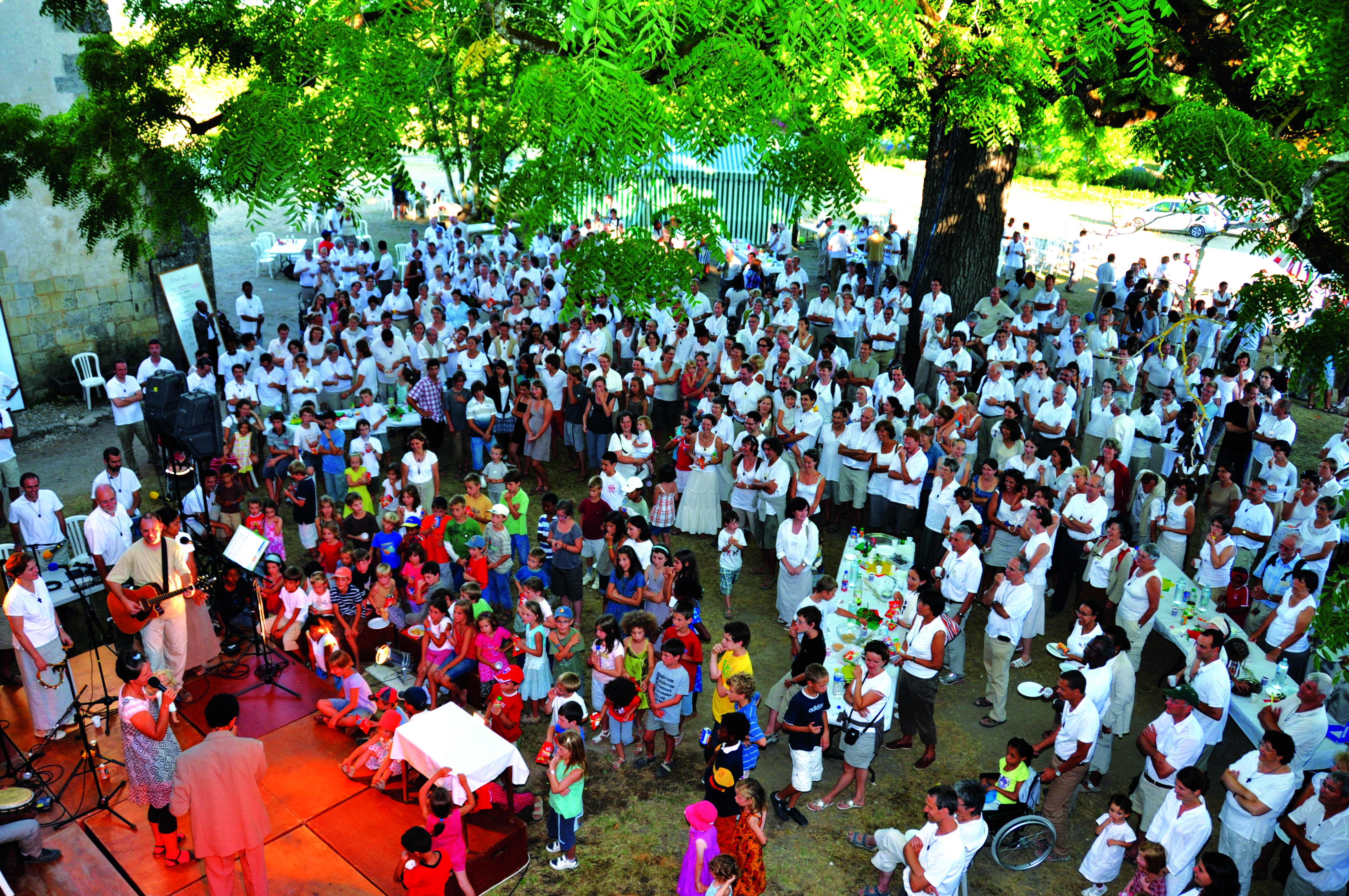

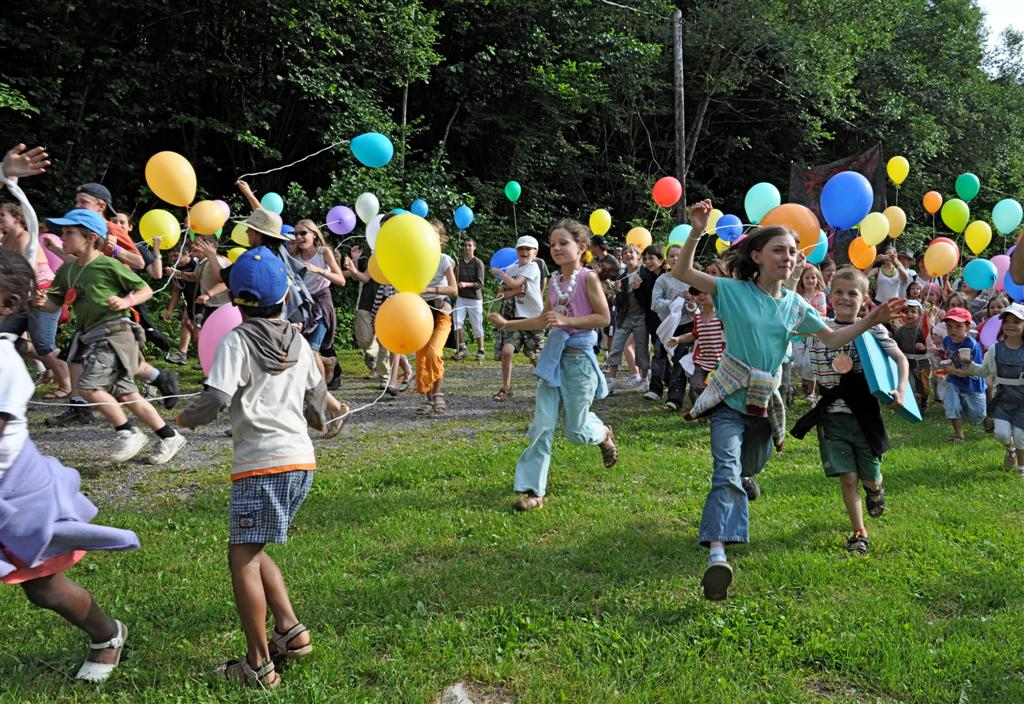
Comunidad del Chemin Neuf

La Comunidad del Chemin Neuf es una comunidad de raíz católica con vocación ecuménica, de la Renovación Carismática, nacida en Francia en 1973 de un grupo de oración. Cuenta aproximadamente con 2000 miembros repartidos en 26 países y 12 000 personas al servicio de las misiones de la comunidad. Su principal fundador es Laurent Fabre, padre jesuita.
El nombre de la comunidad viene del primer lugar donde se reunían los miembros de la misma , situado en Lyon, en el número 49 de la  "Montée du Chemin Neuf", que en español quiere decir "Calle del Camino Nuevo". La comunidad del Chemin Neuf, además de formar parte de la renovación carismática , también se caracteriza por seguir una espiritualidad ignaciana. Como miembros de la comunidad se encuentran, sacerdotes, laicos comprometidos en el celibato, (hombres y mujeres), laicos no comprometidos en el celibato así parejas con hijos o sin hijos.
La comunidad orienta su acción hacia el principio de la unidad: Unidad de los cristianos (ecumenismo) unidad de los hombres (principalmente entre culturas y naciones diferentes), unidad de parejas y de familias. 

## Contexto
El pentecostalismo, una nueva rama del cristianismo, insiste en la acogida del Espíritu Santo, se desarrolla en Estados Unidos a partir de 1900 ( en Topeka , luego Los Ángeles). Sus manifestaciones espectaculares ( hablar en lenguas, profecía, sanación, etc.) provocan bastante rápido un rechazo por parte de otras iglesias (protestantes o católicas). Fue realmente en los años 60 cuando las iglesias protestantes tradicionales (evangélicas, metodistas, episcopalianas) comenzaron a integrar estas nuevas prácticas espirituales en sus oraciones. 
En 1967, los estudiantes católicos de la Universidad Duquesne, en Pittsburgh, durante un fin de semana de estudios bíblicos , recibieron el bautismo en el espíritu santo. Después de esta experiencia, los grupos de oración y las comunidades comenzaron a crecer en la Iglesia católica, en los Estados Unidos y seguidamente en el esto del mundo. 

## Los inicios
En 1971, el jesuita Laurent Fabre, entonces seminarista, encuentra en el seminario diocesano de Lyon a un estudiante jesuita americano, Mike Cawdrey, quien conocía la Renouveau Charismatique americana. Este le convence, junto a Bertrand Lepesant (más tarde fundador de la Communauté du puits du Jacob), de pasar dos días de oración y pedir el Espíritu Santo en Touvet. Dos jóvenes protestantes americanos, llegados de Taizé y saliendo de peregrinaje a Jerusalén, son igualmente invitados. Después de estos días, los dos franceses reciben el bautismo en el Espíritu Santo. Tras esta experiencia, fundan un grupo de oración carismática situado en la Montée du Chemin Neuf.
En el verano de 1973, Laurent Fabre, acompañado de otro jesuita francés, Bertrand Lepesant, futuro fundador de la  Communauté du puits du Jacob), parte a los Estados Unidos para encontrarse con movimientos carismáticos americanos. A su vuelta organizan un fin de semana donde acuden unas 60 personas; siete de ellas célibes (cuatro hombres y tres mujeres de entre veintitrés y treinta y dos años) junto a los que Laurent Fabre decide formar una comunidad de vida. Al principio, partidarios de un nombre que fuera extraído de la Biblia, los miembros de la nueva fundación toman rápidamente conciencia que a los ojos de sus visitantes, y sobre la base de su implantación geográfica, son "le Chemin Neuf" ("el Camino Nuevo") y de ahí el nombre de la comunidad. Rápidamente dos parejas llegan a esta comunidad, que aportan al binomio hombres-mujeres el otro de parejas y célibes consagrados. Esta primera comunidad cuenta también con una postulante carmelita, Jacqueline Coutellier, que comprometió su vida después en el Chemin Neuf.
En septembre 1978, el Camino Nuevo cuenta con una treintena de adultos llevando vida en común en casas individuales o repartidos por las tres casas grandes de la Comunidad (dos en Lyon y una en Beaujolais) una veintena de niños viven la comunidad sin formar parte de ella.

## Implantación
La Comunidad existe en 26 países en Europa, África, América y Asia.

### En España

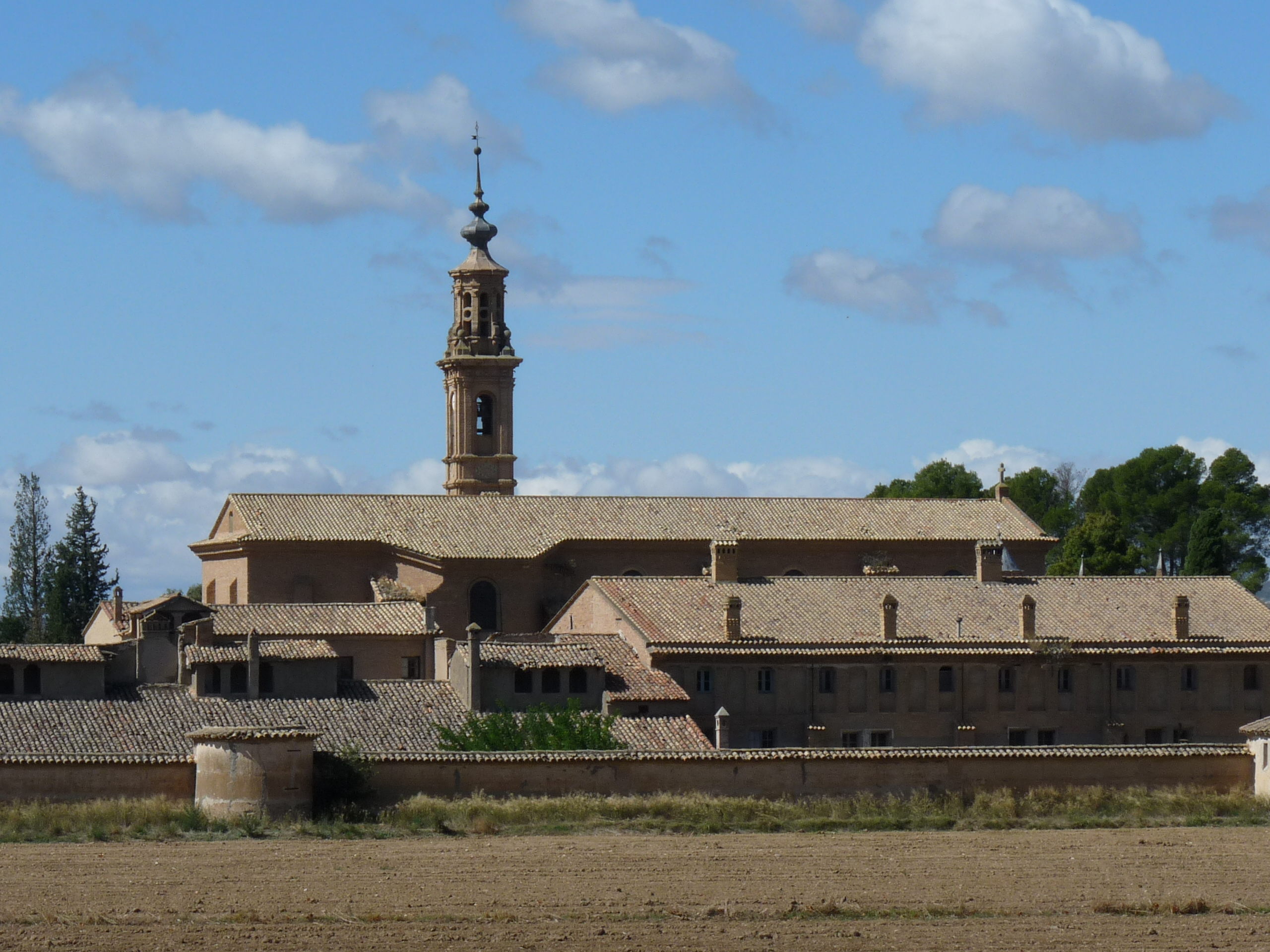
Cartuja de Aula Dei.

El Chemin Neuf recibió la misión de suceder a la orden de los cartujos en Aula Dei (Zaragoza) en 2012··.

## Espiritualidad
La Comunidad vive la espiritualidad de Ignacio de Loyola y por otra parte de la Renovación Carismática.
Es católica con vocación ecuménica, y cuenta con algunos miembros protestantes, ortodoxos, evangélicos y anglicanos.